# 自然のアルバム
『自然のアルバム』（しぜんのアルバム）は、NHK総合テレビほかで放送された教養番組である。総合テレビでは1960年4月9日から1985年3月31日まで放送され、その後も1991年12月31日まで再放送された。
当初はモノクロ放送だったが、1966年度から随時カラー放送となり、1967年度の放送（同年4月9日から）以降は全面カラー化された。

## 概要
四季の移り変わる日本列島で海や川、森や山に生きる珍しい生物や身近な生き物の生態を克明に記録し、自然の美しさや大切さを伝える番組であった。末期にはハイビジョンの実用化試験として、富士山などをハイビジョン撮影した映像を流した。NHK総合テレビにおける自然番組の元祖であり、番組開始から50年後の2010年8月には『ダーウィンが来た! 〜生きもの新伝説〜 自然番組50周年スペシャル』が放送された。
番組テーマ曲は、ラジオ体操第1の作曲者でもある服部正が手掛けた。

## 放送時間
いずれも日本標準時、総合テレビでの放送時間。単独番組時代のみ別の時間帯での再放送あり。また前述の通り、本放送の終了後にも再放送が行われた。
- 土曜日 23:00 - 23:10 （1960年4月9日 - 1960年7月2日）
- 日曜日 12:15 - 12:30 （1960年7月10日 - 1961年3月26日）
- 土曜日 7:15 - 8:00 （『おはようみなさん』内、1961年4月8日 - 1961年9月30日）
- 土曜日 7:20 - 8:00 （『おはようみなさん』内、1961年10月7日 - 1962年3月31日）
- 日曜日 8:15 - 8:30 （1962年4月8日 - 1963年3月31日）
- 日曜日 7:45 - 8:00 （1963年4月7日 - 1966年4月3日）
- 日曜日 7:20 - 7:35 （1966年4月10日 - 1973年4月1日）
- 日曜日 7:15 - 7:30 （1973年4月8日 - 1985年3月31日）